# Coppa Libertadores 1998
XXXIX Copa Libertadores 1998

## Turno preliminare Messico Venezuela
In questa stagione le squadre messicane debuttarono in questa competizione. Vennero inserite in un girone preliminare insieme con le venezuelane. Le prime due di questo girone si qualificarono alla fase a gironi.
- Partita annullata:

15.01  América Messico - Chivas Guadalajara 2:0
04.02 Atlético Zulia Maracaibo - Chivas Guadalajara 2:3

06.02 Caracas - Chivas Guadalajara 1:1

10.02 Atlético Zulia Maracaibo -  América Messico 0:2

13.02 Caracas -  América Messico 1:0

17.02 Chivas Guadalajara - Atlético Zulia Maracaibo 4:1

19.02  América Messico - Atlético Zulia Maracaibo 4:1

24.02 Chivas Guadalajara - Caracas 4:1

26.02  América Messico - Caracas 1:1
| Club                     | G | V | N | P | Pti | GF | GS |
| ------------------------ | - | - | - | - | --- | -- | -- |
| Chivas Guadalajara       | 4 | 3 | 1 | 0 | 10  | 12 | 5  |
| América Messico          | 4 | 2 | 1 | 1 | 7   | 7  | 3  |
| Caracas                  | 4 | 1 | 2 | 1 | 5   | 4  | 6  |
| Atlético Zulia Maracaibo | 4 | 0 | 0 | 4 | 0   | 4  | 13 |

## Fase a gironi

### Gruppo 1 Colombia, Ecuador
In questo gruppo le squadre colombiane affrontarono quelle dell'Ecuador.
25.02  America Cali-Atletico Bucaramanga 2:2

25.02 Barcelona Guayaquil-Deportivo Quito 0:0

03.03 Deportivo Quito-Atletico Bucaramanga 1:0

06.03 Barcelona Guayaquil-Atletico Bucaramanga 2:0

10.03 Deportivo Quito- America Cali 0:4

13.03 Barcelona Guayaquil- America Cali 1:0

18.03 Atletico Bucaramanga- America Cali 0:1

18.03 Deportivo Quito-Barcelona Guayaquil 1:1

24.03 Atletico Bucaramanga-Deportivo Quito 2:0

27.03  America Cali-Deportivo Quito 2:1

31.03 Atletico Bucaramanga-Barcelona Guayaquil 1:0

03.04  America Cali-Barcelona Guayaquil 1:1
| Club                 | G | V | N | P | Pti | GF | GS |
| -------------------- | - | - | - | - | --- | -- | -- |
| America Cali         | 6 | 3 | 2 | 1 | 11  | 10 | 5  |
| Barcelona Guayaquil  | 6 | 2 | 3 | 1 | 9   | 5  | 3  |
| Atletico Bucaramanga | 6 | 2 | 1 | 3 | 7   | 5  | 6  |
| Deportivo Quito      | 6 | 1 | 2 | 3 | 5   | 3  | 9  |

### Gruppo 2 Brasile, Messico
In questo gruppo le squadre brasiliane affrontarono quelle messicane.
04.03 Chivas Guadalajara- América Messico 0:1

04.03 Grêmio Porto Alegre-Vasco da Gama Rio de Janeiro 1:0

10.03 Chivas Guadalajara-Grêmio Porto Alegre 1:0

13.03  América Messico-Grêmio Porto Alegre 1:2

17.03 Chivas Guadalajara-Vasco da Gama Rio de Janeiro 1:0

20.03  América Messico-Vasco da Gama Rio de Janeiro 1:1

24.03  América Messico-Chivas Guadalajara 2:0

25.03 Vasco da Gama Rio de Janeiro-Grêmio Porto Alegre 3:0

31.03 Grêmio Porto Alegre-Chivas Guadalajara 2:0

03.04 Vasco da Gama Rio de Janeiro-Chivas Guadalajara 2:0

07.04 Grêmio Porto Alegre- América Messico 1:0

10.04 Vasco da Gama Rio de Janeiro- América Messico 1:1
| Club                         | G | V | N | P | Pti | GF | GS |
| ---------------------------- | - | - | - | - | --- | -- | -- |
| Grêmio Porto Alegre          | 6 | 4 | 0 | 2 | 12  | 6  | 5  |
| Vasco da Gama Rio de Janeiro | 6 | 2 | 2 | 2 | 8   | 7  | 4  |
| América Messico              | 6 | 2 | 2 | 2 | 8   | 6  | 5  |
| Chivas Guadalajara           | 6 | 2 | 0 | 4 | 6   | 2  | 7  |

### Gruppo 3 Cile, Paraguay
In questo gruppo le squadre cilene affrontarono quelle paraguayane.
25.02 Olimpia Asunción-Cerro Porteño Asunción 5:1

25.02 Universidad Católica Santiago-Colo Colo Santiago 2:3

03.03 Cerro Porteño Asunción-Universidad Católica Santiago 0:0

06.03 Olimpia Asunción-Universidad Católica Santiago 2:0

10.03 Cerro Porteño Asunción-Colo Colo Santiago 2:0

13.03 Olimpia Asunción-Colo Colo Santiago 1:1

18.03 Cerro Porteño Asunción-Olimpia Asunción 1:2

18.03 Colo Colo Santiago-Universidad Católica Santiago 2:0

24.03 Universidad Católica Santiago-Cerro Porteño Asunción 1:0

27.03 Colo Colo Santiago-Cerro Porteño Asunción 1:2

31.03 Universidad Católica Santiago-Olimpia Asunción 2:1

03.04 Colo Colo Santiago-Olimpia Asunción 1:3
| Club                          | G | V | N | P | Pti | GF | GS |
| ----------------------------- | - | - | - | - | --- | -- | -- |
| Olimpia Asunción              | 6 | 4 | 1 | 1 | 13  | 14 | 6  |
| Colo Colo Santiago            | 6 | 2 | 1 | 3 | 7   | 8  | 10 |
| Cerro Porteño Asunción        | 6 | 2 | 1 | 3 | 7   | 6  | 9  |
| Universidad Católica Santiago | 6 | 2 | 1 | 3 | 7   | 5  | 8  |

### Gruppo 4 Bolivia, Uruguay
In questo gruppo le squadre boliviane affrontarono quelle uruguayane.
25.02 Bolívar La Paz-Oriente Petrolero Santa Cruz de la Sierra 3:2

25.02 Peñarol Montevideo-Nacional Montevideo 2:1 (mecz rozegrano w Maldonado)

03.03 Oriente Petrolero Santa Cruz de la Sierra-Peñarol Montevideo 0:0

06.03 Bolívar La Paz-Peñarol Montevideo 1:0

10.03 Oriente Petrolero Santa Cruz de la Sierra-Nacional Montevideo 2:1

13.03 Bolívar La Paz-Nacional Montevideo 2:0

18.03 Oriente Petrolero Santa Cruz de la Sierra-Bolívar La Paz 1:1

18.03 Nacional Montevideo-Peñarol Montevideo 1:4

24.03 Nacional Montevideo-Oriente Petrolero Santa Cruz de la Sierra 4:1

27.03 Peñarol Montevideo-Oriente Petrolero Santa Cruz de la Sierra 6:1 (mecz rozegrano w Rivera)

31.03 Peñarol Montevideo-Bolívar La Paz 0:1

03.04 Nacional Montevideo-Bolívar La Paz 4:1
| Club                                      | G | V | N | P | Pti | GF | GS |
| ----------------------------------------- | - | - | - | - | --- | -- | -- |
| Bolívar La Paz                            | 6 | 4 | 1 | 1 | 13  | 9  | 7  |
| Peñarol Montevideo                        | 6 | 3 | 1 | 2 | 10  | 12 | 5  |
| Nacional Montevideo                       | 6 | 2 | 0 | 4 | 6   | 11 | 12 |
| Oriente Petrolero Santa Cruz de la Sierra | 6 | 1 | 2 | 3 | 5   | 7  | 15 |

### Gruppo 5 Argentina, Perù
In questo gruppo le squadre argentine affrontarono quelle peruviane.
04.03 Colón Santa Fe-River Plate Buenos Aires 1:2

04.03 Alianza Lima-Sporting Cristal Lima 1:0

11.03 Colón Santa Fe-Sporting Cristal Lima 1:0

12.03 Alianza Lima-River Plate Buenos Aires 1:1

18.03 Colón Santa Fe-Alianza Lima 1:0

19.03 Sporting Cristal Lima-River Plate Buenos Aires 2:3

25.03 River Plate Buenos Aires-Colón Santa Fe 4:1

25.03 Sporting Cristal Lima-Alianza Lima 3:2

01.04 Alianza Lima-Colón Santa Fe 1:0

02.04 River Plate Buenos Aires-Sporting Cristal Lima 3:1

08.04 Sporting Cristal Lima-Colón Santa Fe 1:1

09.04 River Plate Buenos Aires-Alianza Lima 2:0
| Club                     | G | V | N | P | Pti | GF | GS |
| ------------------------ | - | - | - | - | --- | -- | -- |
| River Plate Buenos Aires | 6 | 5 | 1 | 0 | 16  | 15 | 6  |
| Alianza Lima             | 6 | 2 | 1 | 3 | 7   | 5  | 7  |
| Colón Santa Fe           | 6 | 2 | 1 | 3 | 7   | 5  | 8  |
| Sporting Cristal Lima    | 6 | 1 | 1 | 4 | 4   | 7  | 11 |

- Cruzeiro Belo Horizonte ammesso direttamente agli ottavi.

## Ottavi di finale
Andata: 15 aprile, 22 aprile e 23 aprile. Ritorno: 29 aprile, 30 aprile, 2 maggio e 7 maggio.
| Squadra 1       | Totale        | Squadra 2   | Andata | Ritorno |
| --------------- | ------------- | ----------- | ------ | ------- |
| Cerro Porteño   | 4-1           | Bucaramanga | 3-1    | 1-0     |
| Nacional        | 1-5           | Grêmio      | 1-1    | 0-4     |
| Olimpia         | 3-3 (1-2 dcr) | Colón       | 3-2    | 0-1     |
| América de Cali | 1-3           | Bolívar     | 1-2    | 0-1     |
| CF América      | 1-2           | River Plate | 1-1    | 0-1     |
| Barcelona       | 4-3           | Colo-Colo   | 2-1    | 2-2     |
| Alianza Lima    | 2-2 (1-3 dcr) | Peñarol     | 1-0    | 1-2     |
| Vasco da Gama   | 2-1           | Cruzeiro    | 2-1    | 0-0     |

## Quarti di finale
Andata: 3 giugno, 13 maggio e 20 maggio. Ritorno: 6 giugno e 27 maggio.
| Squadra 1   | Totale | Squadra 2     | Andata | Ritorno |
| ----------- | ------ | ------------- | ------ | ------- |
| Grêmio      | 1-2    | Vasco da Gama | 1-1    | 0-1     |
| River Plate | 5-2    | Colón         | 2-1    | 3-1     |
| Peñarol     | 2-3    | Cerro Porteño | 2-0    | 0-3     |
| Bolívar     | 1-5    | Barcelona     | 1-1    | 0-4     |

## Semifinali
Andata: 16 luglio. Ritorno: 22 luglio.
| Squadra 1     | Totale        | Squadra 2     | Andata | Ritorno |
| ------------- | ------------- | ------------- | ------ | ------- |
| Barcelona     | 2-2 (4-3 dcr) | Cerro Porteño | 1-0    | 1-2     |
| Vasco da Gama | 2-1           | River Plate   | 1-0    | 1-1     |

## Finale
Andata: 12 agosto. Ritorno: 26 agosto.
| Squadra 1     | Totale | Squadra 2 | Andata | Ritorno |
| ------------- | ------ | --------- | ------ | ------- |
| Vasco da Gama | 4-1    | Barcelona | 2-0    | 2-1     |

## Classifica marcatori
| Giocatore        | Squadra       | Gol |
| ---------------- | ------------- | --- |
| Sérgio João      | Bolívar       | 10  |
| Luizão           | Vasco da Gama | 7   |
| Juan Pablo Ángel | River Plate   | 7   |
| Luis Monzón      | Olimpia       | 6   |